# 環状線 (モスクワ地下鉄)
環状線（かんじょうせん、ロシア語: Кольцевая линияカリツェヴァーヤ・リーニヤ）は、モスクワ地下鉄の路線である。モスクワ地下鉄5号線とも呼ばれる。路線総延長は 19.4 km、全12駅。
「環状」という路線名であるが、1950年と1952年にそれぞれ部分開通したのち、1954年に環状線として全線開通した。今では通勤客には欠かせない足となっている。
スターリン様式絶頂期に作られた駅の内装は世界的にも有名。

## 歴史
元々、モスクワに環状線の地下鉄路線を建設する計画などはなかった。中心部を貫くような放射線をいくつも建設する計画をしており、それぞれの路線を中心部で接続した上でその中心部の駅を乗り換え駅にするつもりであった。しかし1938年にザモスクヴォレーツカヤ線（2号線）とアルバーツコ＝ポクローフスカヤ線（3号線）が開通すると、そうした放射線だけでは中心部の乗り換え駅に乗客が集中し、年々増加する乗客には対応しきれないことが明らかとなっていった。
中心部を取り囲むようにして走るサドーヴォエ環状道路に沿うような地下鉄環状線の建設について話し合われるようになり、結局、市の南部と東部はサドーヴォエ環状道路に沿いつつも北部と西部は鉄道の主要駅（レニングラーツキー駅、ヤロスラフスキー駅、カザンスキー駅、ベラルースキー駅、キエフスキー駅）と接続するように環状道路の少し外側の路線が建設されることとなった。これにより、市内の主要駅どうしが離れているがゆえに問題となっていた鉄道駅から別の鉄道駅への人と物の輸送が、地下鉄路線を経由することで一気に解決されることとなった。
建設は戦後すぐに始まり、1950年にまずパールク・クリトゥールイ駅 - クールスカヤ駅間で開通、続いて1952年にクールスカヤ駅からベラルースカヤ駅まで延伸し、1954年にベラルースカヤ駅から元のパールク・クリトゥールイ駅に接続して環状となった。
この環状線の開通によりモスクワの乗客の動きは大きく変わった。またプラットホームも将来新たな路線が接続できるような計画的な構造となった。2009年現在、9つの地下鉄路線と接続している。

### 開通区間と開通日
| 開通区間                                         | 開通日        | 距離    |
| ------------------------------------------------ | ------------- | ------- |
| パールク・クリトゥールイ駅 - クールスカヤ駅 間   | 1950年1月1日  | 6.5 km  |
| クールスカヤ駅 - ベラルースカヤ駅 間             | 1952年1月30日 | 7.0 km  |
| ベラルースカヤ駅 - パールク・クリトゥールイ駅 間 | 1954年3月14日 | 5.9 km  |
| 合計：12駅                                       |               | 19.4 km |

### 駅名の変更
| 現在の駅名                 | 旧駅名                                           | 年              |
| -------------------------- | ------------------------------------------------ | --------------- |
| パールク・クリトゥールイ駅 | Tsentralnyi Park Kultury i Otdykha Imeni Gorkogo | 1950年 - 1980年 |
| オクチャーブリスカヤ駅     | カルージュスカヤ駅                               | 1950年 - 1961年 |
| ドブルイニンスカヤ駅       | セルプホフスカヤ駅                               | 1950年 - 1961年 |
| プロスペクト・ミーラ駅     | ボタニーチェスキー・サート駅                     | 1952年 - 1966年 |

## 乗り換え
環状線の特徴的な点として、12駅すべてが他のモスクワ地下鉄の路線と接続しているということがあげられる。そのためすべてが乗り換え駅となっている。
| 接続路線                                   | 乗り換え駅                                       |
| ------------------------------------------ | ------------------------------------------------ |
| ソコーリニチェスカヤ線                     | パールク・クリトゥールイ駅、コムソモーリスカヤ駅 |
| ザモスクヴォレーツカヤ線                   | パヴェレツカヤ駅、ベラルースカヤ駅               |
| アルバーツコ＝ポクローフスカヤ線           | クールスカヤ駅、キエフスカヤ駅                   |
| フィリョーフスカヤ線                       | キエフスカヤ駅                                   |
| カルーシュスコ＝リーシュスカヤ線           | オクチャーブリスカヤ駅、プロスペクト・ミーラ駅   |
| タガーンスコ＝クラスノプレースネンスカヤ線 | タガンスカヤ駅、クラスノプレスネンスカヤ駅       |
| カリーニンスコ＝ソンツェフスカヤ線         | タガンスカヤ駅                                   |
| セルプホーフスコ＝チミリャーゼフスカヤ線   | ドブルイニンスカヤ駅、ノヴォスロボーツカヤ駅     |
| リュビリーンスコ＝ドミトロフスカヤ線       | クールスカヤ駅                                   |

## 近年の拡張と今後の計画
今日の環状線はモスクワで最も乗客数の多い路線であり、さらにその乗客数は絶えず増加している。そのため多くの人々がラッシュ時になると半世紀以上も前に建設された地下鉄駅に集中する。1998年にはベラルースカヤ駅に2つめの出入り口が作られたが、パールク・クリトゥールイ駅やコムソモーリスカヤ駅でも同様の拡張を行うことが計画されている。
老朽化した路線の修復作業も行われており、近年ではノヴォスロボーツカヤ駅で照明の付け替えやステンドグラスの修正など、大規模な修復作業が実施された。2005年、タガンスカヤ駅の出口が閉鎖され、古くなったエスカレータの取り替え工事や自動改札機の改良、さらにはその外観も改善し、2006年に再オープンした。その後すぐドブルイニンスカヤ駅でも同様の改良が行われている。
新駅の建設計画も浮上している。1つはプロスペクト・ミーラ駅とノヴォスロボーツカヤ駅の間に「スヴォロフスカヤ駅」を建設するというものであり、2010年6月19日のリュビリーンスコ＝ドミトロフスカヤ線延伸により開業したドストエフスカヤ駅と接続する予定である。しかしスヴォロフスカヤ駅の建設は財政上の理由により凍結されており、2016年現在も実現していない。
もう1つの新駅建設計画はクラスノプレスネンスカヤ駅とキエフスカヤ駅の間に「ロシイスカヤ駅」を建設し、カリーニンスコ＝ソンツェフスカヤ線を西に拡張させてこの新駅に接続させるというものであるが、新駅建設は2015年までは開始されないと見られており、そのため開業は2020年以降になると見込まれている。
2017年にはミチュリンスキー・プロスペクト駅、プロスペクト・ヴェルナツキー駅など3つの駅を建設するロシア初の海外企業による地下鉄工事を中国の中国鉄建が受注した。